# Е-8-5М № 412
Е-8-5М № 412 — советская автоматическая межпланетная станция для изучения Луны и космического пространства.
16 октября 1975 года осуществлён пуск ракеты-носителя «Протон-К / Д», которая должна была перевести на траекторию полёта к Луне АМС серии «Луна». Программа полёта предусматривала мягкую посадку на поверхность Луны, забор образцов грунта и их доставку на Землю. Из-за аварии ракеты-носителя пуск закончился неудачей.